# Ботафумейро
Ботафуме́йро (гал. Botafumeiro; «испускающий дым») — самое большое в мире кадило, которое уже в течение 700 лет используется в соборе Сантьяго-де-Компостела. Оно подвешено к потолку при помощи каната пятисантиметровой толщины. Его длина 65 метров, а масса — около 90 кг. Кадило само по себе имеет высоту 1,5 м и весит порядка 65 кг. Для его наполнения требуется 400 г угля и ладана. Первоначально канаты изготавливались из конопляной или соломенной пеньки.
Кадило приводится в действие путём раскачки восемью служителями (tiraboleiros) в багряных одеждах. Скорость движения кадила достигает 68 км в час и поднимается оно на высоту 21 метра; от него валят клубы благовонного дыма. По-видимому, первоначальное назначение этого необычного приспособления состояло в том, чтобы заглушать вонь, исходящую от тел тысяч немытых паломников.
Средневековое ботафумейро, изготовленное на средства Людовика XI, было серебряным и поражало паломников избыточным декором. В 1809 году его похитили и переплавили солдаты Наполеона. Нынешнее кадило было изготовлено ювелиром Хосе Лосада в 1851 году из сплава латуни и бронзы; оно покрыто тонким (20 микрометров) слоем серебра. Обладает золотым отблеском.
Стоимость каждого каждения Ботафумейро оценивается примерно в 250 €.

## Tiraboleiros
Ботафумейро раскачивают восемь человек в красных таларах, их называют tiraboleiros. Сам термин «tiraboleiro» является галисийским производным от латинского слова turifer, которое означает «носитель благовоний». В свою очередь «turifer» происходит от слова «thus», значащего «благовония», и «fero», что означает «носить». Есть сопоставимый термин и в испанском языке, «turiferario».